# Symbol netopýra
Obraz netopýra (fu 蝠) je symbolem štěstí, neboť je souzvučný s čínským štěstím (fu 福).

## Symbolika
Tradičně se netopýři kreslili na obrazy a jejich vzhled a počet měl odlišný význam. Červený netopýr symbolizuje naprosté štěstí. Dva netopýři znamenají dvojnásobné štěstí a pět netopýrů znamenají pět požehnání života, tedy dlouhověkost, bohatství, zdraví, lásku k ctnosti a přirozenou smrt. Netopýr se svastikou znamená "deset tisíc požehnání." Vidíme-li na obraze dva hochy chytající netopýry do vázy, přičemž jeden už ve váze je, znamená to že obdarovaného mají brzy potkat všechny druhy štěstí. Často lze vidět netopýra namalovaného jak létá vzhůru nohama fu dao (蝠倒), protože se to vyslovuje stejně jako fu dao (福到), což znamená "štěstí dorazilo." Obraz netopýra sedícího na čínské "oční minci" fu zai yanqian 蝠在眼钱 zní stejně jako fu zai yanqian 福在眼前, což znamená: "štěstí je před tvýma očima."
Netopýru se v Číně říká nebeská krysa, létající krysa, vílí krysa nebo noční vlaštovka. Je rovněž symbolem dlouhověkosti.
V Čínské medicíně se netopýří krev, žluč a křídla používají jako prostředek k prodloužení života. Někteří lékaři jeho maso doporučují pro zlepšení zraku.

## Umění
Čínské umění oplývá netopýry. Létají ze záhybů tkanin a honí se přes nejjemnější porcelán. Tapiserie a hračky, žezla, sedla a křídla, a mnoho jiných objektů jsou zdobeny netopýry. Zatímco evropští a rané američtí umělci používali netopýry a jejich křídla, aby zobrazovali ďábly a démony, Číňané ozdobili své drahocenné artefakty stejnými okřídlenými savci, jichž mnoho obyvatel Západu našlo odpudivé. Čínský obdiv k netopýrům začal před tisíci lety před Kristem.
Orientální svět byl považován za věčnou souhru aktivních (mužských) a pasivních (ženských) sil. Domnívalo se, že netopýři ztělesňují mužský princip - květiny a ovoce, samice. Netopýr byl obyčejně zobrazen s broskví, populární symbol plodnosti ženy. Nyní víme, že párování broskví a netopýrů představuje ekologický i mystický vztah. Broskve (jeden z nejpopulárnějších plodů člověka) byly poprvé pěstovány v Číně přibližně před 5000 lety. Před tím se broskve spoléhaly na netopýry pro rozptýlení svých semen. Obraz na němž krotitel démonů Čung Kchuej sráží mečem pět netopýrů, znamená, že si "štěstí vynutíme". Pět netopýrů rovněž symbolizuje pět požehnání života. Netopýři bývali často vyobrazeni na oblíbených lahvičkách se šňupacím tabákem. Člověk si tak nosil štěstí doslova v kapse.